# Celastrina microdes
Celastrina microdes är en fjärilsart som beskrevs av Cabeau 1925. Celastrina microdes ingår i släktet Celastrina och familjen juvelvingar. Inga underarter finns listade i Catalogue of Life.